# Vydra (Fluss)
Die Vydra (deutsch Widra) ist der rechte Quellfluss der Otava im Böhmerwald, Tschechien.

## Verlauf
Sie entsteht in der Gemeinde Modrava im Biosphärenreservat Šumava durch den Zusammenfluss der Bäche Modravský potok (Maderbach) und Roklanský potok (Rachelbach/Großer Müllerbach), die aus dem ausgedehnten Hochmoorkomplex der Maderer Filze gespeist werden, und dem Filipohuťský potok (Hanifbach). Das Einzugsgebiet umfasst 146,2 km², die Flusslänge beträgt 23,1 km. Ein Teil des Wassers wird unterhalb von Modrava an der Rechelbrücke in den Chinitz-Tettauer Schwemmkanal abgeleitet. Der touristisch erschlossene Abschnitt zwischen Antýgl (Antigelhof) und Čeňkova pila (Vinzenzsäge) hat den Charakter eines Wildbachs mit vielen Stromschnellen, Felsblöcken und unregelmäßigen Schwellen im Flussbett.
Durch den Zusammenfluss der Vydra mit dem Fluss Křemelná entsteht die Otava.
Zwischen 1949 und 1950 wurde ein Generalprojekt für ein Wasserkraftwerk Modrava ausgearbeitet. Die für die 1960er Jahre geplante Anlage sah 450 m nördlich von Modrava einen 45,5 m bzw. 60 m hohen Staudamm an der Vydra vor. Durch den Stausee mit einer Ausdehnung von 290 bzw. 450 ha wären das Dorf Modrava gänzlich sowie auch die tiefergelegenen Teile der Modravské slatě in den Tälern des Modravský potok und Roklanský potok überflutet worden. Der Rückstau am Roklanský potok hätte über fünf Kilometer bis Javoří Pila gereicht. Bis zum vorgesehenen Baubeginn wurde das Projekt wieder verworfen.